# Thorstein Fretheim
Thorstein John Ohnstad Fretheim est un homme politique norvégien né le 10 mai 1886 à Hamar et mort le 29 juin 1971 à Søndre Land.
Camarade de classe de Vidkun Quisling à Drammen, il fait ses études supérieures à Copenhague, puis s'établit comme vétérinaire à Drammen et Fluberg. Il s'implique dans la vie politique locale de Fluberg, dont il est adjoint au maire pendant six ans sous l'étiquette du Parti des paysans, et préside la Norges Skogeierforbund (Association des propriétaires forestiers de Norvège).
En 1942, Fretheim est nommé ministre de l'Agriculture au sein du Gouvernement national de Quisling, bien qu'il ne rejoigne le Nasjonal Samling que l'année suivante. Il s'efforce de protéger les intérêts norvégiens contre l'appétit de la puissance occupante, ce pour quoi il est contraint de démissionner le 21 avril 1945, quelques semaines à peine avant la fin de la Seconde Guerre mondiale. Il est remplacé par Trygve Dehli Laurantzon.
Après la guerre, Fretheim est condamné à vingt ans de travaux forcés. Il est libéré dès 1951, et reprend son travail de vétérinaire.